# Solaenogona guatemalana
Solaenogona guatemalana är en mångfotingart som beskrevs av Hoffman 1950. Solaenogona guatemalana ingår i släktet Solaenogona och familjen Cleidogonidae. Inga underarter finns listade i Catalogue of Life.